# Мартинез (Калифорнија)
Мартинез (енгл. Martinez) град је у америчкој савезној држави Калифорнија. По попису становништва из 2010. у њему је живело 35.824 становника.

## Демографија
Према попису становништва из 2010. у граду је живело 35.824 становника, што је 42 (0,1%) становника мање него 2000. године.
| Група             | 2000.          | 2010.          |
| Белци             | 27.096 (75,5%) | 24.604 (68,7%) |
| Афроамериканци    | 1.201 (3,3%)   | 1.303 (3,6%)   |
| Азијати           | 2.378 (6,6%)   | 2.876 (8,0%)   |
| Хиспаноамериканци | 3.660 (10,2%)  | 5.258 (14,7%)  |
| Укупно            | 35.866         | 35.824         |